# 大和証券杯ネット将棋・女流最強戦
大和証券杯ネット将棋・女流最強戦（だいわしょうけんはいネットしょうぎ・じょりゅうさいきょうせん）は、日本将棋連盟主催、大和証券グループ特別協賛の将棋の女流棋戦。女流棋士による公式戦としては初めての、インターネットを通して対局が行われる棋戦である。同じ仕組みで行われる「大和証券杯ネット将棋・最強戦」と同じく2007年に創設された、2012年度の第6回で最強戦と共に終了。

## しくみ
以下の基準で選出された女流棋士15名およびアマチュア女子選手1名の計16名による、ノックアウト式トーナメントで優勝者を決定する。選抜基準日は対局開始年度の9月30日。
1. 前回ベスト4[4]
2. 女流タイトル保持者
3. 女流公式棋戦の優勝者[5]
4. 前年1月から12月までにおける賞金・対局料上位者
5. 女流最強戦出場棋士選定委員会による選抜（女性アマチュア選手1名を含む[6]）

1～4で10名を決定し、残り6名を選定委員会によって決定する。
対局は大和証券杯対局専用サーバ上で行われ、対局者はパソコンを自身で操作して着手を行う。対局の棋譜や解説者のコメントなどはインターネットを通じてリアルタイムで配信される。
1回戦から準決勝までの対局は毎週1局ずつ日曜日の午後8時（以下JST）に開始される。対局者は自宅や東西の将棋会館、LPSA対局場など任意の場所で指す。開幕局である1回戦第1局は毎年11月に行われている。
決勝戦は準決勝第2局から2 - 3週の間をあけた翌年3月の日曜午後に、東京・八重洲にあるグラントウキョウノースタワー内の大和証券本店で行われる。対局者はそれぞれ別室に用意されたパソコンで指す。決勝戦では本店ビル内で大盤解説会も開催される。
先後（先手・後手）はコンピュータにより対局開始と同時にランダムに決定される。持ち時間は各30分（対局時計方式）で、使い切ると1手30秒未満。
その他、対局規定の詳細は「大和証券杯ネット将棋・最強戦」を参照。

## エピソード
- 2009年2月1日に行われた第2回の2回戦・中井広恵対千葉涼子の対局でチャット解説を担当した佐藤天彦が解説の途中で、「まあちょっと室田さん理想ですけど」という、同年代の女流棋士室田伊緒に佐藤が好意を寄せていると解釈されかねない文章を発信した。しかしこれは佐藤本人により、自身の私物でないパソコンを用いて「無理そうですけど」入力しようと試みたにもかかわらず、一方的に上記のように変換された旨の謝罪と釈明がなされた。このハプニングは、佐藤と親交がある渡辺明及び戸辺誠も自身のブログでその滑稽さを話題にしていた。

- 第3回の開幕戦となる2009年11月29日（日）20:00開始の石橋幸緒対鈴木環那の終盤、鈴木が106手目を指し終えたところで対局サーバ障害が発生し、対局が中断[9]。立会人の高崎一生が石橋の封じ手を預かり、同年12月11日（金）15:00に指し継がれた。

## 歴代決勝結果
段位、称号は決勝時点のもの。
| 回 | 対局日        | 優勝             | 準優勝             |
| -- | ------------- | ---------------- | ------------------ |
| 1  | 2008年3月23日 | 甲斐智美女流二段 | 矢内理絵子女流名人 |
| 2  | 2009年3月15日 | 中井広恵女流六段 | 上田初美女流二段   |
| 3  | 2010年3月21日 | 中井広恵女流六段 | 矢内理絵子女王     |
| 4  | 2011年3月20日 | 中井広恵女流六段 | 里見香奈女流三冠   |
| 5  | 2012年3月18日 | 清水市代女流六段 | 甲斐智美女流王位   |
| 6  | 2013年3月17日 | 上田初美女王     | 中井広恵女流六段   |